# Merry Pranksters

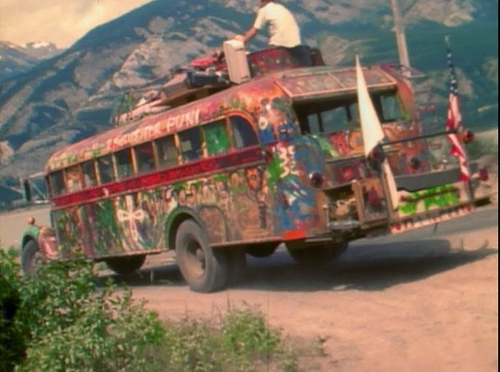
O ônibus com estética psicodélica chamado "Furthur"

Merry Pranksters foi um grupo de escritores estadunidenses da década de 1960, colegas e seguidores de Ken Kesey, com quem viviam comunalmente em Oregon e na Califórnia. Propunham o uso de drogas psicoativas, organizando festas e fornecendo LSD durante uma longa viagem através dos Estados Unidos em um ônibus psicodélico chamado Furthur.
Após suas viagens e publicações, tais escritores tiveram forte influência no movimento cultural da década de 1960, antecipando os chamados hippies com comportamentos inusitados, roupas coloridas e com tie-dye, e renunciação à sociedade tradicional, chamado de Establishment.
Notáveis membros do grupo incluem o melhor amigo de Kesey Ken Babbs, Carolyn "Mountain Girl" Garcia, Lee Quarnstrom e Neal Cassady. Stewardt Brand, Dorothy Fadiman, Paul Foster, os Warlocks (hoje conhecidos como Grateful Dead), Paul Krassner e outros. 